# Raffaele Rossetti
Raffaele Rossetti (né à Gênes le 12 juillet 1881 et mort à Milan le 24 décembre 1951) était un ingénieur italien et un militaire, officier de marine, qui coula le SMS Viribus Unitis, principal cuirassé de l'Autriche-Hongrie à la fin de la Première Guerre mondiale. Il fut également un politicien membre du Parti républicain italien.

## Biographie
Né à Gênes, Raffaele Rossetti obtint son diplôme d'ingénieur de l'Université de Turin en septembre 1904. Il étudia à l'Académie navale de Livourne, où il devient lieutenant du Corps du génie de la Marine italienne.
En décembre 1906, il obtint son diplôme d’ingénierie mécanique navale à l'École polytechnique de Milan.
En 1909, il fut promu au grade de capitaine et en 1911 fut envoyé en Libye pendant la guerre italo-turque avec le croiseur Pisa. Pendant les premières années de la Première Guerre mondiale, il fut affecté au poste de directeur de l'arsenal de la marine à La Spezia et fut promu major.
Pendant qu'il travaillait là-bas, il commença à créer une nouvelle arme, basée sur son idée d'une torpille manœuvrée par une personne, en direction de navires ennemis sous l'eau pour poser des mines sous la coque des navires. Cette arme s'appelait la "mignatta" (sangsue) et était le précurseur du maiale de la Seconde Guerre mondiale et de la torpille humaine actuelle.
Le 1er novembre 1918, Rossetti utilisa sa « mignatta » pour attaquer le cuirassé anciennement autrichien SMS Viribus Unitis, qui, à son insu (le transfert avait eu lieu quelques heures avant l'attaque, alors que Rizzo avait déjà quitté sa base) avait changé de mains au profit du nouvel État des Slovènes, Croates et Serbes. Après être entré dans le port de Pola sans être détecté, Rossetti plaça des mines limpet au-dessous de la coque du cuirassé. Il fut découvert et capturé, et informa l'équipage que le navire allait couler, bien qu'il n'ait pas révélé qu'il avait placé des mines sur la coque. Les mises à feu étaient à retard, et l'équipage commença à remonter à bords du navire, croyant qu'il mentait. Peu de temps après, les mines explosèrent, provoquant le chavirement et le naufrage du Viribus Unitis, avec de lourdes pertes en vies humaines. Rossetti reçut la médaille d'or italienne de la vaillance militaire. Cet événement est généralement connu sous le nom de raid sur Pula.
En 1919, Raffaele Rossetti prit sa retraite avec le grade de colonel. Avec l'avènement du fascisme italien, il devint membre du Parti républicain italien (PRI). Il fonda également le mouvement antifasciste Italia libera avec Giovanni Conti, Randolfo Pacciardi et d'autres. En 1925, il fut assailli par des escadrons fascistes et décida de s'installer en France. Il fit partie de la direction de Giustizia e Libertà, un mouvement antifasciste des activistes italiens à Paris. En 1930, il quitta le mouvement et, avec Cipriano Facchinetti, fonde un autre mouvement antifasciste, La Giovine Italia. En 1932, il fut élu secrétaire du PRI en exil, mais l'année suivante, il fut remplacé par Pacciardi.
Pendant la guerre d'Espagne, Rossetti s'installa à Barcelone, et collabora avec la radio locale en proclamant des slogans antifascistes. En représailles, le gouvernement italien révoqua sa médaille d'or remportée au cours de la Première Guerre mondiale. Cette mesure fut annulée après que le gouvernement fasciste eut été évincé et l'Italie devenue une République après la fin de la Seconde Guerre mondiale.
Il mourut à Milan en 1951.